# سراج منیر
سراج منیر (انگلیسی: Seraj Munir؛ ۱۹۰۱ – ۱۹۵۷) هنرپیشه اهل مصر بود. او در دوره فعالیت حرفه‌ای خود در سینما در بیش از ۴۶ به ایفای نقش پرداخته‌است.